# Bibliothèque de travail
Pour les articles homonymes, voir BT.
La bibliothèque de travail (BT) est une revue documentaire destinée aux enfants, utilisée en pédagogie Freinet.
Cette collection fut créée en 1932 par Célestin Freinet. Les Chantiers de l'Institut coopératif de l'école moderne (ICEM) préparent les manuscrits et les testent dans les classes, avant l'impression.
Les BT et les nombreux autres documents apportés dans la classe étaient classés selon le classement Freinet (« Pour Tout Classer »)

## Historique des productions documentaires du Mouvement Freinet
- 1927 : La Gerbe
- 1929 : Fichier Scolaire Coopératif (FSC)
- février 1932 : Bibliothèque de Travail (BT) : niveau élémentaire et Certificat d'études, puis niveau collège, à partir de 1965
- 1932 : Enfantines
- 1957 : Supplément de la BT (SBT)
- 1960 : Bibliothèque de Travail Sonore (BTson)
- 1965 : Bibliothèque de Travail Junior (BTJ) : niveau cycle 3 du primaire (9 à 12 ans)
- 1968 : Bibliothèque de Travail Second degré (BT2) : niveau lycée
- 1973 : Fichier de Travail Coopératif (FTC)
- 1979 : JMagazine (Jmag) : niveau cycle 1 et 2 du primaire (5 à 9 ans)
- 1983 : Périscope : niveau lycée et adultes
- 1984 : BT2 n°160 Poèmes d'adolescents
- 1988 : BT Sonore
- 1990 - 2001 : Grand J : niveau cycle 2 du primaire (6 à 9 ans)
- 1995 - 2001 : BT Carnet de voyages : niveau collège et lycée
- 1996 - 2000 : Jilou : niveau cycle 1 du primaire (3 à 6 ans)
- Septembre 1996 : Supplément BTj activités
- 2006 : arrêt des publications par PEMF
- Septembre-octobre 2008 : reprise de BTJ et JMagazine par les Éditions ICEM
- 2017 : Jcoop : niveaux cycle 2 et 3 (8 à 11 ans)

Des compilations des BTj ont été éditées sur CD-Rom et sur internet. Les différents niveaux de documentaires se mettent en place sur le site web de l'ICEM.

## Éditeur
La collection BT était publiée depuis 1932 par la société Coopérative de l'école laïque (CEL), qui a changé de nom en 1986 pour s'appeler Presse et Éditions du Mouvement Freinet (PEMF).
La PEMF a été mise en liquidation judiciaire en 2006, et rachetée en février 2007 par la société Bibliothèque Pour l'Ecole (BPE) qui détient depuis le stock et la marque, ainsi qu'un contrat d'édition avec l'ICEM.

## Publications actuelles de l'ICEM
L'ICEM pédagogie Freinet aujourd'hui publie :
- 3 revues pour enfants, Jmag, Jcoop et BTj (papier) ;
- 1 revue pour adultes, Le Nouvel éducateur (papier et numérique), devenue Éduc' Freinet en octobre 2022 (n. 259) puis arrêtée en juin 2025 (n. 273) ;
- 1 revue en ligne, Créations (avec un cahier central dans le Nouvel éducateur) ;
- plusieurs publications (en ligne) pour le collège et le lycée, BTn, Fiches d'invitation à la recherche documentaire et En Chantier.